# كول كونراد
كول كونراد (بالإنجليزية: Cole Konrad)‏ هو مصارع هاوي أمريكي، ولد في 2 أبريل 1984 في أبلتون في الولايات المتحدة.

## وصلات خارجية
- كول كونراد على موقع بيلاتور (الإنجليزية)
- كول كونراد على موقع شيردوغ (الإنجليزية)
- كول كونراد على موقع قاعدة بيانات المصارعة الدولية (الإنجليزية)
- كول كونراد على موقع IMDb (الإنجليزية)